# Онищенко, Екатерина Владимировна
Екатерина Владимировна Онищенко  (абх. Екатерина Владимир-иҧҳа Онишьенко; род. 1978, Днепродзержинск, Днепропетровская область, Украинская ССР) — абхазский юрист, в 2011—2014 годах — министр юстиции Абхазии, затем судья Верховного суда Республики Абхазия.

## Биография
Родилась в 1978 году в Днепродзержинске в Днепропетровской области Украинской ССР.
В 2000 году окончила историко-юридический факультет Абхазского государственного университета.
С января по октябрь 2000 года работала преподавателем средней специальной школы милиции.
С октября 2000 года по февраль 2007 года работала следователем, начальником следственного отдела Гульрипшского РОВД.
С февраля 2007 года работала в должности судьи Сухумского Городского суда.
31 октября 2011 года Указом Президента Республики Абхазия назначена на должность Министра юстиции.
Работала в должности министра по июнь 2014, и. о. до октября 2014. 
С октября 2014 года исполняла обязанности судьи Верховного суда Республики Абхазия. 16 октября 2017 года избрана судьёй Верховного суда Республики Абхазия. 
Имеет третий квалификационный класс судьи. Является членом Президиума Верховного суда Республики Абхазия.

## Семья
Замужем, имеет дочь и сына.